# Athyrium rigidulum
Athyrium rigidulum är en majbräkenväxtart som beskrevs av Takenoshin Nakai. Athyrium rigidulum ingår i släktet Athyrium och familjen Athyriaceae. Inga underarter finns listade.